# 潘珍 (明朝)
潘珍（1477年—1548年），字玉卿，初號朴庵，又號莪峰、两峰，晚號碧峰，直隸徽州府婺源縣（今江西婺源縣）人，明朝政治人物。官至兵部左侍郎。

## 生平
弘治十一年（1498年）戊午科應天鄉試舉人，弘治十五年（1502年）登進士，授浙江諸暨縣知縣，后任大理寺左評事、左寺副、署大理寺左寺正。正德六年（1511年）任山東按察司僉事。正德十一年（1516年）任山東按察司副使、福建按察司副使。嘉靖二年（1523年）任山東按察使。改湖廣右、左布政使。嘉靖七年（1538年）任都察院右副都御史、巡撫遼東。嘉靖十一年（1542年）任南京都察院右副都御史、提督操江。嘉靖十二年（1543年）任南京兵部右侍郎。嘉靖十五年（1546年）任兵部右侍郎，改兵部左侍郎。因反對征討安南，而免職歸鄉。嘉靖二十七年（1548年）卒，享年七十二，贈都察院右都御史。

## 著作
著有《愚衷録》、《省愆録》、《两峯存稿》、《年紀》。

## 家族
曾祖父潘琥；祖父潘思文；父潘坦，號閑庵；母張氏。